# Dietrich von Bern

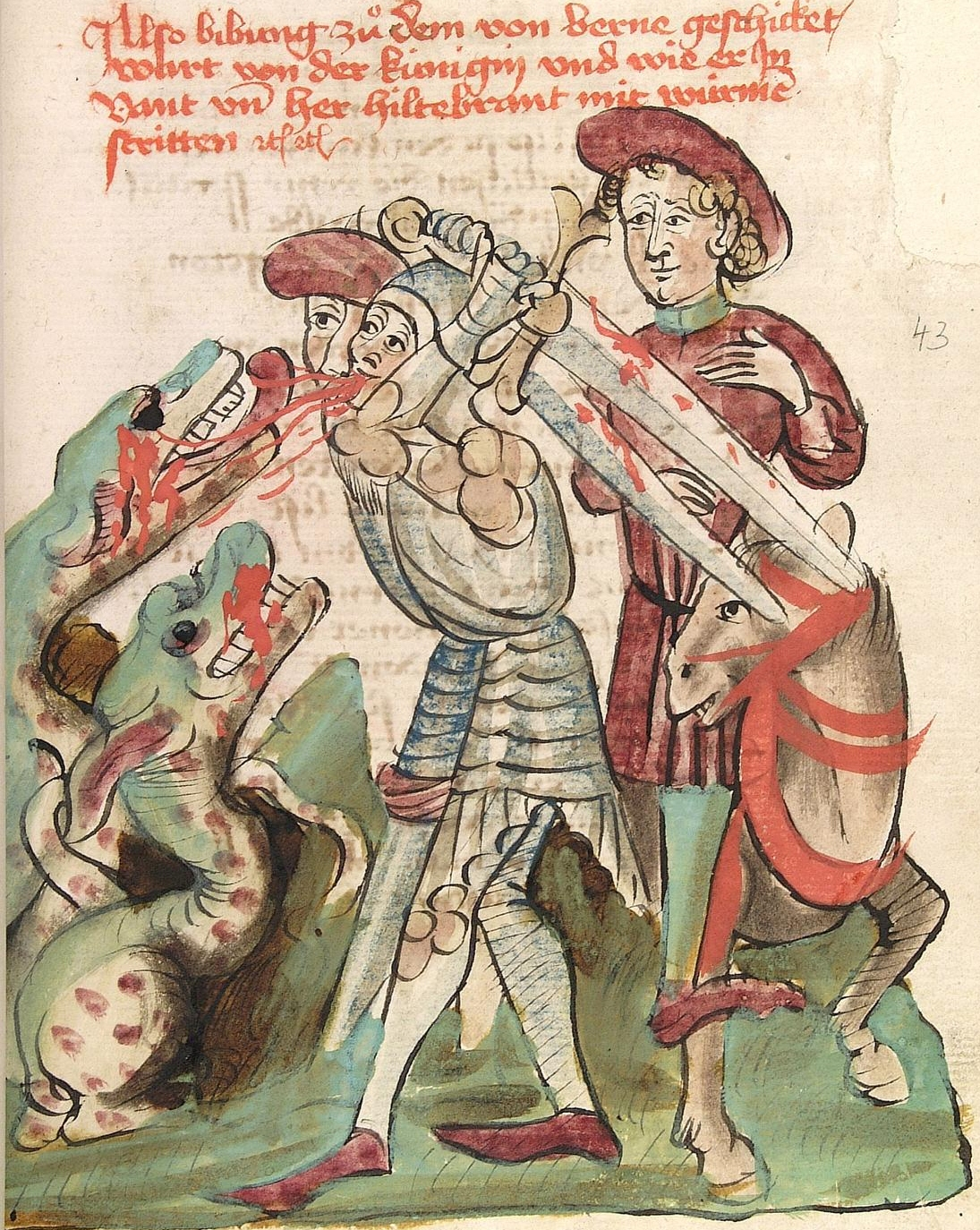
Escena del poema Virginal: Dietrich von Bern y Hildebrand pelean contra dragones. Observar que Dietrich lanza fuego. UBH Cod.Pal.germ. 324 fol. 43r

Dietrich von Bern es el nombre de un personaje de leyenda heroica germánica que se originó como una versión legendaria del rey ostrogodo Teodorico el Grande. En las leyendas, Dietrich es un rey que gobierna desde Verona (Berna) que fue obligado a exiliarse con los hunos bajo Etzel por su malvado tío Ermenrich. Las diferencias entre la vida conocida de Teodorico y la imagen de Dietrich en las leyendas supervivientes suelen atribuirse a una tradición oral de larga data que continuó hasta el siglo XVI. En particular, Teodorico fue un invasor más que el legítimo rey de Italia y nació poco después de la muerte de Atila y cien años después de la muerte del histórico rey gótico Hermanarico. Las diferencias entre Dietrich y Teodorico ya se notaron en la Alta Edad Media y llevaron a una crítica de larga data de la tradición oral como falsa.
Las leyendas sobre Teodorico se relatan por primera vez poco después de su muerte en 526. En los siglos siguientes se lo menciona en la literatura sobreviviente de varios pueblos de habla germánica, incluidos los poemas en inglés antiguo Widsith, Deor y Waldere, el antiguo poema en alto alemán Cantar de Hildebrando, y posiblemente la piedra rúnica de Rök. La mayor parte del material legendario sobre Dietrich / Theodoric proviene del Sacro Imperio Romano Medieval alto y tardío y está compuesto en alto alemán medio o Alto Nuevo Alemán Temprano. Otra fuente importante de leyendas sobre Dietrich es el nórdico antiguo Thidrekssaga, que fue escrito utilizando fuentes alemanas. Además de las leyendas que detallan eventos que pueden reflejar la vida histórica de Teodorico de alguna manera, muchas de las leyendas cuentan las batallas de Dietrich contra enanos, dragones, gigantes y otros seres míticos, así como otros héroes como Siegfried. Además, Dietrich desarrolla atributos mitológicos como la capacidad de escupir fuego. Dietrich también aparece como personaje secundario en otros poemas heroicos como el Nibelungenlied, y la literatura medieval alemana se refiere y alude con frecuencia a él.
Los poemas sobre Dietrich fueron extremadamente populares entre la nobleza medieval alemana y, más tarde, entre la burguesía medieval tardía y la burguesía moderna temprana, pero con frecuencia fueron objeto de críticas por parte de personas que escribían en nombre de la iglesia. Aunque algunas se siguieron imprimiendo en el siglo XVII, la mayoría de las leyendas fueron olvidadas lentamente después de 1600. Se convirtieron en objetos de estudio académico a finales del siglo XVI y revivieron algo en los siglos XIX y XX, lo que dio lugar a algunas historias. sobre Dietrich siendo popular en Tirol del Sur, escenario de muchas de las leyendas. En particular, la leyenda de Laurin ha seguido siendo importante allí, con el grupo de montañas Rosengarten asociado con la leyenda.

## En la literatura germánica temprana
La primera mención de Dietrich en Alemania es el Cantar de Hildebrando, registrado alrededor del año 820. En este, Hadubrand relata la historia de la huida de su padre Hildebrand hacia el este en compañía de Dietrich, para escapar de la enemistad de Odoacro (este personaje más tarde se convertiría en su tío Hermanarico). Hildebrand revela que ha vivido en el exilio durante 30 años. Hildebrand tiene un anillo en el brazo que le dio el Rey (sin nombre) de los hunos, y Hadubrand lo considera un "viejo huno". La oblicuidad de las referencias a la leyenda de Dietrich, que es solo el trasfondo de la historia de Hildebrand, indica una audiencia completamente familiarizada con el material. En esta obra, el enemigo de Dietrich es el históricamente correcto Odoacro (aunque de hecho Teodorico el Grande nunca fue exiliado por Odoacro), lo que indica que la figura de Hermanarico pertenece a un desarrollo posterior de la leyenda.

## En la Inglaterra anglosajona
Dietrich, además, se menciona en los poemas del inglés antiguo Waldere, Deor y Widsith. Deor marca la primera mención a los "treinta años" de Dietrich (probablemente su exilio) y se refiere a él, como la piedra de Rök, como un Mæring. El Waldere hace mención de la liberación de Dietrich de la cautividad de los gigantes por Witige (Widia), para lo cual Dietrich recompensa a Witige con una espada. Esta liberación forma la trama del poema fantástico posterior Virginal y se menciona en el poema histórico Alpharts Tod. Widsith lo menciona entre varios otros héroes góticos, incluidos Witige, Heime, Harlungen y Hermanarico, y en relación con una batalla con los hunos de Atila. Sin embargo, no se explica la relación exacta entre las cifras.

## Poemas de Dietrich del alto alemán medio

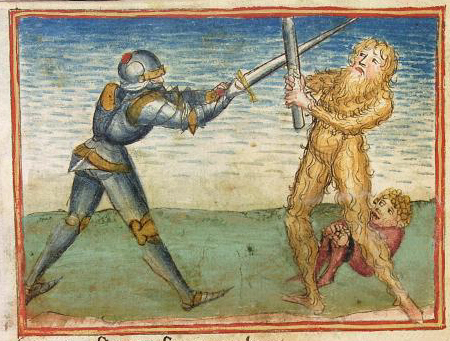
Dietrich lucha contra el hombre salvaje antes de encontrarse con Sigenot.

Dietrich von Bern aparece por primera vez en la poesía heroica del alto alemán medio en el Nibelungenlied. Allí aparece en la situación de exilio en la corte de Etzel que forma la base de los poemas históricos de Dietrich. Dietrich también aparece en el Nibelungenklage , una obra estrechamente relacionada con el Nibelungenlied que describe las secuelas de ese poema. En el Klage, Dietrich regresa del exilio a su reino de Italia; el poema también alude a los eventos descritos en el Rabenschlacht posterior. Los poemas con Dietrich como personaje principal comienzan a escribir posteriormente, siendo el más antiguo atestiguado el poema fantástico Eckenlied (c. 1230). La tradición oral continuó junto con esta tradición escrita, con influencias de la tradición oral visibles en los textos escritos, y con la tradición oral misma muy probablemente alterada en respuesta a los poemas escritos.
Los poemas de Dietrich del medio alto alemán generalmente se dividen en dos categorías: poemas históricos y poemas fantásticos. La primera se refiere a la historia de las luchas de Dietrich contra Ermenrich y el exilio en la corte de Etzel, mientras que en la segunda lucha contra varias criaturas mitológicas. Este último grupo a menudo se llama "aventiurehaft" en alemán, en referencia a su similitud con el romance cortesano. A pesar de las conexiones hechas entre diferentes poemas de Dietrich y otros ciclos heroicos como Nibelungenlied, Wolfdietrich y Ortnit, los poemas de Dietrich nunca forman un ciclo poético cerrado, siendo las relaciones entre los diferentes poemas bastante laxas: no se intenta establecer una biografía concreta de Dietrich.
Casi todos los poemas sobre Dietrich están escritos en estrofas. Las melodías de algunas de las formas estráceas han sobrevivido y probablemente estaban destinadas a ser cantadas. Sin embargo, varios poemas están escritos en coplas con rima, una forma más común para las crónicas o el romance cortesano. Estos poemas son Dietrichs Flucht, Dietrich und Wenezlan, la mayoría de las versiones de Laurin y algunas versiones del Wunderer.

## Recepción en la Edad Media

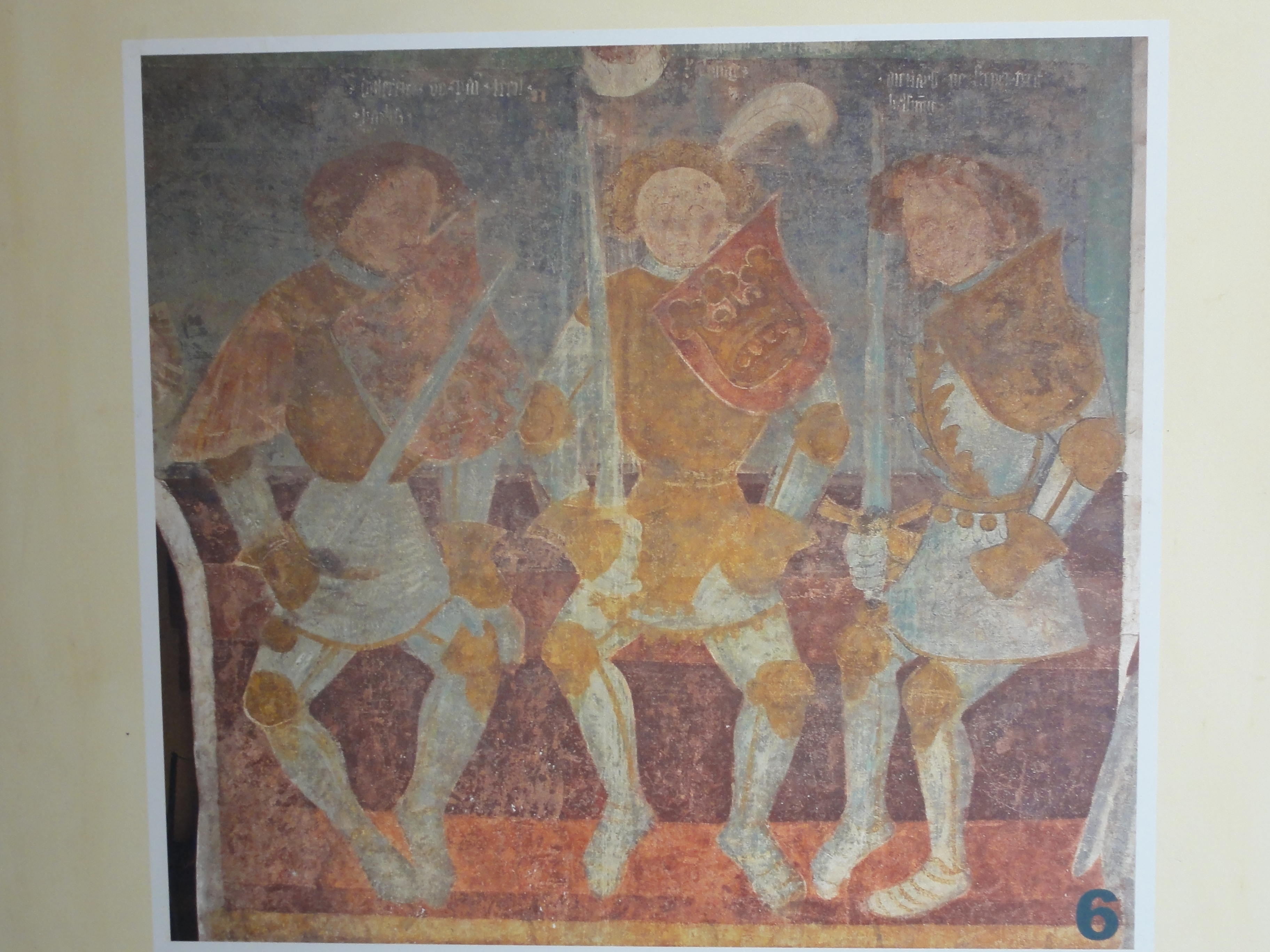
Fresco de Dietrich, Siegfried y Dietleib. Castillo de Runkelstein, cerca de Bozen, Tirol del Sur, c. 1400.

La popularidad de las historias sobre Dietrich en Alemania ya está atestiguada en los Anales de Quedlinburg. La calidad de los manuscritos medievales tardíos supervivientes y la elección de decorar las habitaciones del castillo con escenas de los poemas apuntan a un público noble, aunque también hay informes de que los poemas se leen o cantan en ferias y tabernas de la ciudad. Como ejemplo, el interés del emperador Maximiliano I por la poesía heroica sobre Dietrich está bien documentado. No solo fue responsable del Ambraser Heldenbuch, sino que también decoró su monumento sepulcral planeado con una gran estatua de Dietrich/Teodorico, junto a otras figuras como el Rey Arturo.

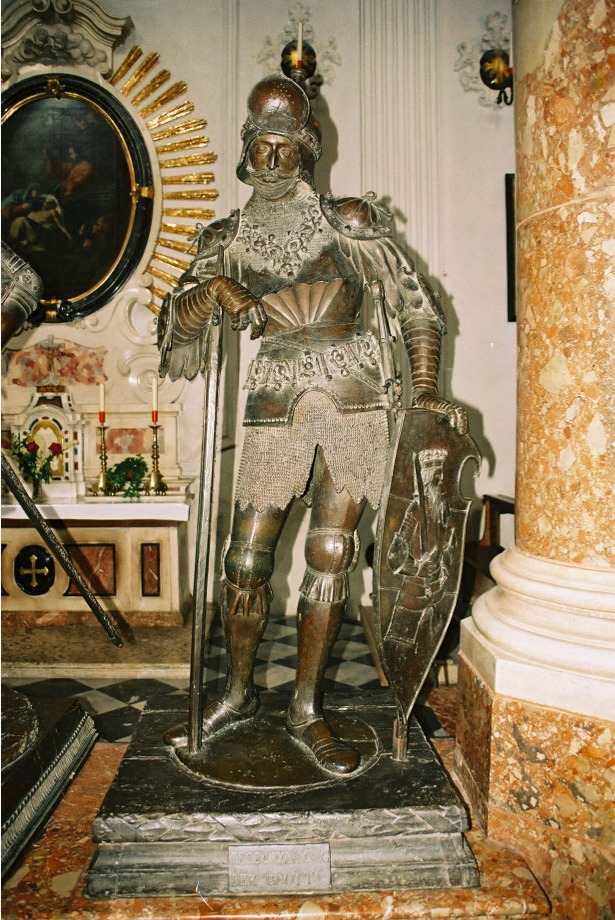
Estatua de bronce de Teodorico el Grande (Peter Vischer, 1512–13), del monumento del emperador Maximiliano I en la iglesia de la corte de Innsbruck.

Aunque la nobleza mantuvo su interés en la poesía heroica hasta el siglo XVI, también está claro que la burguesía urbana de finales de la Edad Media formó una parte creciente de la audiencia de los poemas de Dietrich, probablemente en imitación de la nobleza. Baladas heroicas como Ermenrichs Tod, mientras tanto, perdieron gran parte de sus asociaciones nobles y fueron populares en todas las clases sociales. A partir del siglo XIV, muchos de los poemas de Dietrich también se utilizaron como fuente para obras de carnaval con un público obviamente burgués. En el siglo XVI, el público de los poemas parece haberse vuelto principalmente burgués, y Heldenbücher imprimió más que la tradición oral se convierte en el principal punto de referencia de los poemas. Los poemas que no se habían impreso ya no se leyeron y fueron olvidados. El Sigenot continuó imprimiéndose en el siglo XVII, el Jüngeres Hildebrand se deslizó en el XVIII, sin embargo, la mayoría de las impresiones de materiales sobre Dietrich habían cesado en 1600. Los folcloristas de los siglos XIX y XX no pudieron encontrar ningún material oral vivo, canciones sobre Dietrich u otros héroes en Alemania como podrían hacerlo en otros países, lo que significa que la tradición oral debe haber muerto antes de este punto.
A pesar de su popularidad, o debido a ella, entre muchos sectores de la sociedad, incluidos los miembros de la iglesia, los poemas de Dietrich fueron objeto frecuente de críticas. Comenzando con la Crónica de Würzburg de Frutolf de Michelsberg (siglo XI), los escritores de crónicas comenzaron a notar y objetar que en la cronología de Dietrich/Teodorico era un contemporáneo de Hermanarico y Atila. El autor anónimo del Kaiserchronik alemán (c.1150) ataca con vehemencia esta imposibilidad cronológica como una mentira. Su insistencia es quizás un reflejo de la popularidad de estas historias entre su público objetivo. Hugo von Trimberg, por su parte, en su poema didáctico Der Renner (c. 1300) acusa a algunas mujeres de llorar más por Dietrich y Ecke que por las heridas de Cristo, mientras que una obra del siglo XV se queja de que los laicos piensan más en Dietrich von Bern que en su propia salvación. En el siglo XVI, a pesar de las continuas críticas, existe evidencia de que los predicadores, incluido Martín Lutero, utilizaban con frecuencia historias sobre Dietrich von Bern como una forma de captar el interés de su audiencia, una práctica que no deja de ser controvertida. Los escritores desde Heinrich Wittenwiler al traductor alemán del Grobianus  de Friedrich Dedekind asoció los poemas con campesinos toscos, ya sea o no que en realidad forman parte de las audiencias de estos poemas.